# Diafragma (anticonceptivo)

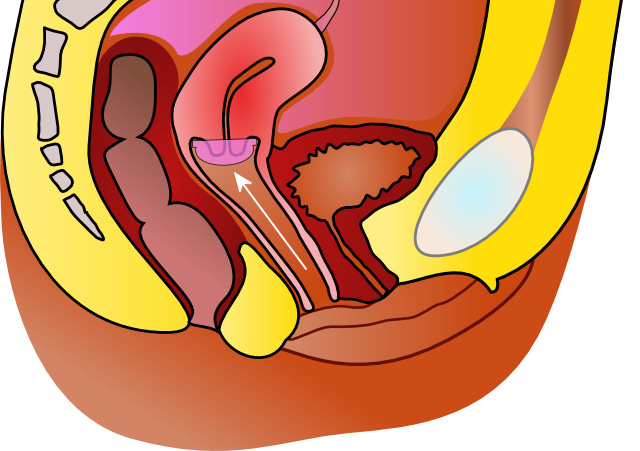
Correcta posición del diafragma (corte perfil derecho)

El diafragma es un método anticonceptivo de barrera que consiste en una pieza flexible y fina con forma de disco que se coloca en el cuello uterino e impide la entrada del espermatozoide. La probabilidad del embarazo en el primer año de uso de un diafragma con espermicida, si es utilizado correctamente, es del 6 %.

## Historia
El diafragma actual lo inventó un médico alemán en 1880. Se popularizó rápidamente en Alemania y Holanda (de ahí el nombre de ‘gorro holandés’ que se le da en algunos países). Sin embargo, la idea de cubrir el cuello del útero para evitar el embarazo no era nueva. Las mujeres del antiguo Egipto utilizaban un diafragma hecho de excremento de cocodrilo seco y miel; en el siglo XVIII se usaba con el mismo fin la mitad de un limón parcialmente vaciado. El ácido del jugo mejoraba la protección, ya que repele a los espermatozoides.

## Uso
El diafragma puede insertarse en la vagina de dos hasta seis horas antes del coito. Antes de cada nuevo coito hay que aplicar más espermicida en el interior de la vagina. También es necesario comprobar la correcta colocación del diafragma antes de cada acto. Después del coito, la mujer debe mantener el diafragma en su posición durante al menos seis horas, pero nunca durante más de 24 horas.
Con el diafragma sólo se pueden utilizar lubricantes acuosos. Los de base oleosa, como la vaselina, pueden dañar la estructura del caucho y provocar desgarros y perforaciones. El diafragma se lava con jabón y agua después de cada uso y a continuación se aclara escrupulosamente, pues el jabón podría deteriorar el caucho. Se debe examinar con regularidad mirándolo al trasluz o llenándolo de agua para comprobar si tiene algún orificio. Hay que cambiarlo cada dos años aproximadamente y siempre que se ganen o se pierdan más de 9 kg de peso, después de un embarazo y después de cualquier intervención de cirugía de la pelvis.
Puede aumentar el riesgo de contraer infecciones urinarias (es decir, de la vejiga o la uretra). Las mujeres que sufran infecciones urinarias cada vez que usen diafragma deben buscar otro método anticonceptivo.

## Ventajas
- El diafragma puede ser instalado antes de mantener una relación sexual.
- Buena alternativa para las mujeres que no toleran la anticoncepción hormonal.

## Desventajas
- Aumenta el riesgo de infección urinaria.
- No protege contra enfermedades de transmisión sexual.
- Se puede llegar a romper.